# Châtillon-en-Vendelais
 Châtillon-en-Vendelais  es una población y comuna francesa, situada en la región de Bretaña, departamento de Ille y Vilaine, en el distrito de Rennes y cantón de Vitré-Est.

## Demografía
| 1222 | 1168 | 1249 | 1394 | 1526 | 1551 |
| Para los censos de 1962 a 1999 la población legal corresponde a la población sin duplicidades (Fuente: INSEE [Consultar]) |      |      |      |      |      |